# 橘秋子
橘 秋子（たちばな あきこ、1907年6月17日 - 1971年5月14日）は、日本のバレエダンサー、振付家、バレエ指導者、学校経営者である。
栃木県宇都宮市生まれ。本名・福田サク。夫の牧幹夫もバレエダンサーで、一女の牧阿佐美も両親と同じくバレエの道に進んだ。

## 経歴
栃木師範学校（現・宇都宮大学）第1部卒業。師範学校卒業後は尋常小学校に教員として勤務、主に音楽や体育を教えていた。
1929年、白系ロシア人のエリアナ・パヴロワの踊りに感銘を受け、自身もバレリーナになることを志し、教職を辞して上京。小林宗作のもとでリトミックを学ぶ。
1930年、エリアナ・パヴロワに師事。内弟子となる。1932年もエリアナのもとから独立。杉並区高円寺に転居。同時期に牧幹夫と同居、新生活を始める。
1933年4月9日、杉並区宮前に「橘秋子舞踊研究所」を設立した。
1933年5月12日、第1子となる女児（牧阿佐美）を出産。しかし、バレエダンサーに転向したばかりであり、また、当時はバレエダンサーが結婚・出産することは舞踏家としての活動が不利になるため、生後18日目に知人の知人に養育を委ねる。出生届をすぐに提出せず翌年まで持ち越していたため、実母が橘の従姉妹の子として手続きをしたため、阿佐美の戸籍には「昭和9年生まれ」「福田サクの養女」と記されている。
阿佐美には4歳の頃からバレエ教育を施すため、自身のバレエ教室にレッスンに通わせた。1945年12月、阿佐美が小学5年生の時に手元に呼び戻す。
1948年、阿佐美が15歳の時に「福田阿佐美ベビーバレエ団」を結成させ、自身のバレエ団の公演に参加させた。
1950年3月、港区芝に日本初の「公認 橘バレヱ学園」を創設した（1971年に渋谷区富ヶ谷に校舎を移転）。
1953年、アレクサンドラ・ダニロワを「橘バレヱ学校」の指導者として迎え、正統古典バレエのダンサーを育成する場を確立した。
1956年、娘の阿佐美とともに牧阿佐美バレヱ団を結成。 
1971年死去。死後、勲四等宝冠章が授与された。

## 受賞
- 芸術選奨文部大臣賞（1960年）
- 芸術祭奨励賞（1967年）
- 紫綬褒章（1967年）